# Лајтонија (Џорџија)
Лајтонија (енгл. Lithonia) град је у америчкој савезној држави Џорџија. По попису становништва из 2010. у њему је живело 1.924 становника.

## Демографија
Према попису становништва из 2010. у граду је живело 1.924 становника, што је 263 (12,0%) становника мање него 2000. године.
| Група             | 2000.         | 2010.         |
| Белци             | 352 (16,1%)   | 163 (8,5%)    |
| Афроамериканци    | 1.741 (79,6%) | 1.639 (85,2%) |
| Азијати           | 2 (0,1%)      | 3 (0,2%)      |
| Хиспаноамериканци | 63 (2,9%)     | 112 (5,8%)    |
| Укупно            | 2.187         | 1.924         |